# Nemapteryx armiger
Nemapteryx armiger es una especie de pez de la familia Ariidae en el orden de los Siluriformes.

## Morfología
Los machos pueden llegar alcanzar los 39,5 cm de longitud total.

## Alimentación
Come gambas y otros crustáceos, peces, insectos acuáticos, materia vegetal y  escamas de peces.

## Hábitat
Es un pez bentopelágico y de clima tropical.

## Distribución geográfica
Se encuentra al norte de Australia y el sur de Nueva Guinea.